# Myndus balli
Myndus balli är en insektsart som beskrevs av Kramer 1979. Myndus balli ingår i släktet Myndus och familjen kilstritar. Inga underarter finns listade i Catalogue of Life.